# Péronne-en-Mélantois
Péronne-en-Mélantois är en kommun i departementet Nord i regionen Hauts-de-France i norra Frankrike. Kommunen ligger i kantonen Cysoing som tillhör arrondissementet Lille. År 2022 hade Péronne-en-Mélantois 1 001 invånare.

## Befolkningsutveckling
Antalet invånare i kommunen Péronne-en-Mélantois
| Referens: INSEE |